# Портланд (Пенсилванија)
Портланд (енгл. Portland) град је у америчкој савезној држави Пенсилванија.

## Демографија
По попису из 2010. године број становника је 519, што је 60 (-10,4%) становника мање него 2000. године.
| Група             | 2000.       | 2010.       |
| Белци             | 546 (94,3%) | 472 (90,9%) |
| Афроамериканци    | 0 (0,0%)    | 18 (3,5%)   |
| Азијати           | 5 (0,9%)    | 4 (0,8%)    |
| Хиспаноамериканци | 24 (4,1%)   | 17 (3,3%)   |
| Укупно            | 579         | 519         |